# Gospel Boulevard
Gospel Boulevard is een Nederlandse band en koor.

## Geschiedenis
Gospel Boulevard werd in 2000 opgericht door evenementenorganisator Gerrit aan 't Goor en dirigent André Bijleveld.
Gospel Boulevard bestaat uit een band en een koor. De band telt vijf musici en het koor omvat tweeëntwintig zangers en zangeressen: acht alten, acht sopranen en zes tenoren. Het koor begeleidt zowel internationale als nationale artiesten tijdens tournees en televisieproducties.
Gospel Boulevard werkt onder meer samen met X Factor, EO-Gezinsdag, De Nationale Bijbeltest en Hotel Big Brother.

## Discografie

### Albums
| Titel            | Datum |
| ---------------- | ----- |
| What a day       | 2019  |
| Good Tidings     | 2012  |
| Lean on me       | 2003  |
| Gospel Boulevard | 2001  |
| Be Welcome       | 2001  |